# Eric Manizabayo
Eric Manizabayo, né le 28 août 1997 à Jenda, est un coureur cycliste rwandais.

## Biographie
Eric Manizabayo naît à Jenda, un secteur du district de Nyabihu dans la province de l'Ouest. Il est le premier enfant de Alphonse Batesa et Christine Nyirasafari, au sein d'une famille de trois frères et une sœur. Sa mère élève seule la famille, après la mort prématurée de son père. Faute de moyens, il quitte l'école après quatre ans de scolarité pour subvenir aux besoins de famille. Il devient alors transporteur de personnes à bicyclette à l'âge de douze ans. 
En 2014, il prend sa première licence au Club Bénédiction grâce à Janvier Hadi, lui-même cycliste et ami de sa famille, qui le présente aux dirigeants de l'équipe. Seulement quelques mois plus tard, il est repéré par Jonathan Boyer, qui l'invite à effectuer des tests à l'Africa Rising Cycling Center. Il participe finalement à sa première course en mai 2015. 
En 2017, il est sacré championnat du Rwanda sur route juniors (moins de 19 ans). L'année suivante, il fait partie des cyclistes rwandais sélectionnés pour disputer le Tour de l'Avenir. Il abandonne cependant dès la troisième étape, juste avant d'aborder la montagne.
Lors de la saison 2019, il termine notamment troisième de l'étape reine du Tour de Limpopo et huitième du Tour du Sénégal, remporté par son coéquipier Didier Munyaneza. Il obtient ensuite de bons résultats dans les différentes éditions du Tour du Rwanda. Il devient également champion national sur route chez les élites en 2022. La même année, il représente son pays aux Jeux du Commonwealth et aux championnats du monde. En 2023, il rate sa première victoire internationale sur la sixième étape du Tour du Cameroun en levant les bras trop tôt. Cependant, il remporte le classement de la montagne sur ce tour. 
En 2024, il remporte deux courses du calendrier national, la Heroes Cycling Cup et la Race to Remember, qui commémore le génocide rwandais. Fin juin, la Fédération rwandaise de cyclisme le sélectionne officiellement pour la course sur route des Jeux olympiques de 2024.
Il est nommé porte-drapeau de la délégation du Rwanda aux Jeux olympiques d'été de 2024 à Paris aux côtés de l'athlète Clementine Mukandanga (en).

## Palmarès et résultats

### Par année
- 2016
  - 2e du championnat du Rwanda du contre-la-montre juniors
  - 2e du championnat du Rwanda sur route juniors
- 2017
  -  Champion du Rwanda sur route juniors
  - 3e du championnat du Rwanda du contre-la-montre juniors
- 2018
  - Kivu Race
- 2019
  - Talent Detection Race
- 2022
  -  Champion du Rwanda sur route
  - Kibugabuga Race
  - Gisaka Race
- 2023
  - 2e étape de l'Akagera Race
  - 2e étape de la Nyaruguru Liberation Day Race
  - 2e de l'Akagera Race
- 2024
  - Race to Remember
- 2025
  - Mémorial Fred Culé :
    - Classement général
    - 2e étape

  - 2e du Grand Prix du Développement Durable
  - 3e du Grand Prix STRM

### Classements mondiaux
| Année                                 | 2019  | 2020  | 2021  | 2022 | 2023  | 2024  |
| ------------------------------------- | ----- | ----- | ----- | ---- | ----- | ----- |
| Classement mondial                    | 1865e | 1185e | 2068e | 696e | 1149e | 1934e |
| UCI Africa Tour                       | 110e  | 44e   | 105e  | 26e  | 65e   | nc    |
|                                       |       |       |       |      |       |       |
| Légende : nc = non classéSource : UCI |       |       |       |      |       |       |